# Tarnac
Cet article possède des paronymes, voir Tarlac, Tarmac et Tarsac.
Tarnac est une commune française située dans le département de la Corrèze, en région Nouvelle-Aquitaine.

## Géographie

### Localisation et accès
Commune du Massif central, Tarnac est située dans le département de la Corrèze.
Elle est limitrophe des départements de la Creuse et de la Haute-Vienne.
Elle est située sur le plateau de Millevaches, à 11 km au nord de Bugeat et à 30 km au nord-ouest de Meymac et à 42 km de la sous-préfecture d'Ussel.
Les gares SNCF les plus proches sont Bugeat et Meymac. Les aéroports les plus proches sont Brive, Limoges et Clermont-Ferrand.

### Communes limitrophes
| Rempnat (Haute-Vienne) | Faux-la-Montagne (Creuse) |                         |
| Lacelle                | Tarnac                    | Peyrelevade             |
| Viam                   | Toy-Viam, Bugeat          | Saint-Merd-les-Oussines |

### Géologie et relief
Le bourg de Tarnac se trouve à une altitude d'environ 715 m.

### Morphologie urbaine
Le bourg se situe au centre de la commune, avec une cinquantaine de villages rattachés dont la majorité des maisons sont des résidences secondaires.
Selon le classement établi par l’Insee en 1999, Tarnac est une commune rurale non polarisée, qui ne fait donc partie d’aucune aire urbaine ni d’aucun espace urbain.

### Climat
Pour des articles plus généraux, voir Climat de la Nouvelle-Aquitaine et Climat de la Corrèze.
Historiquement, la commune est exposée à un climat montagnard.  
En 2020, Météo-France publie une typologie des climats de la France métropolitaine dans laquelle la commune est exposée à un climat de montagne et est dans la région climatique  Ouest et nord-ouest du Massif Central, caractérisée par une pluviométrie annuelle de 900 à 1 500 mm, maximale en automne et en hiver.
Pour la période 1971-2000, la température annuelle moyenne est de 9,2 °C, avec  une amplitude thermique annuelle de 14,3 °C. Le cumul annuel moyen de précipitations est de 1 393 mm, avec 14,4 jours de précipitations en janvier et 8,8 jours en juillet. Pour la période 1991-2020, la température moyenne annuelle observée sur la station météorologique la plus proche, située sur la commune de Peyrelevade à 9 km à vol d'oiseau, est de 9,2 °C et le cumul annuel moyen de précipitations est de 1 338,6 mm,. Pour l'avenir, les paramètres climatiques de la commune estimés pour 2050 selon différents scénarios d’émission de gaz à effet de serre sont consultables sur un site dédié publié par Météo-France en novembre 2022.

## Urbanisme

### Typologie
Au 1er janvier 2024, Tarnac est catégorisée commune rurale à habitat très dispersé, selon la nouvelle grille communale de densité à 7 niveaux définie par l'Insee en 2022.
Elle est située hors unité urbaine et hors attraction des villes,.

### Occupation des sols
L'occupation des sols de la commune, telle qu'elle ressort de la base de données européenne d’occupation biophysique des sols Corine Land Cover (CLC), est marquée par l'importance des forêts et milieux semi-naturels (64,4 % en 2018), en diminution par rapport à 1990 (65,7 %). La répartition détaillée en 2018 est la suivante : 
forêts (50,8 %), prairies (19,1 %), zones agricoles hétérogènes (14,2 %), milieux à végétation arbustive et/ou herbacée (13,6 %), zones humides intérieures (1,4 %), terres arables (0,6 %), zones urbanisées (0,4 %).
L'évolution de l’occupation des sols de la commune et de ses infrastructures peut être observée sur les différentes représentations cartographiques du territoire : la carte de Cassini (XVIIIe siècle), la carte d'état-major (1820-1866) et les cartes ou photos aériennes de l'IGN pour la période actuelle (1950 à aujourd'hui).

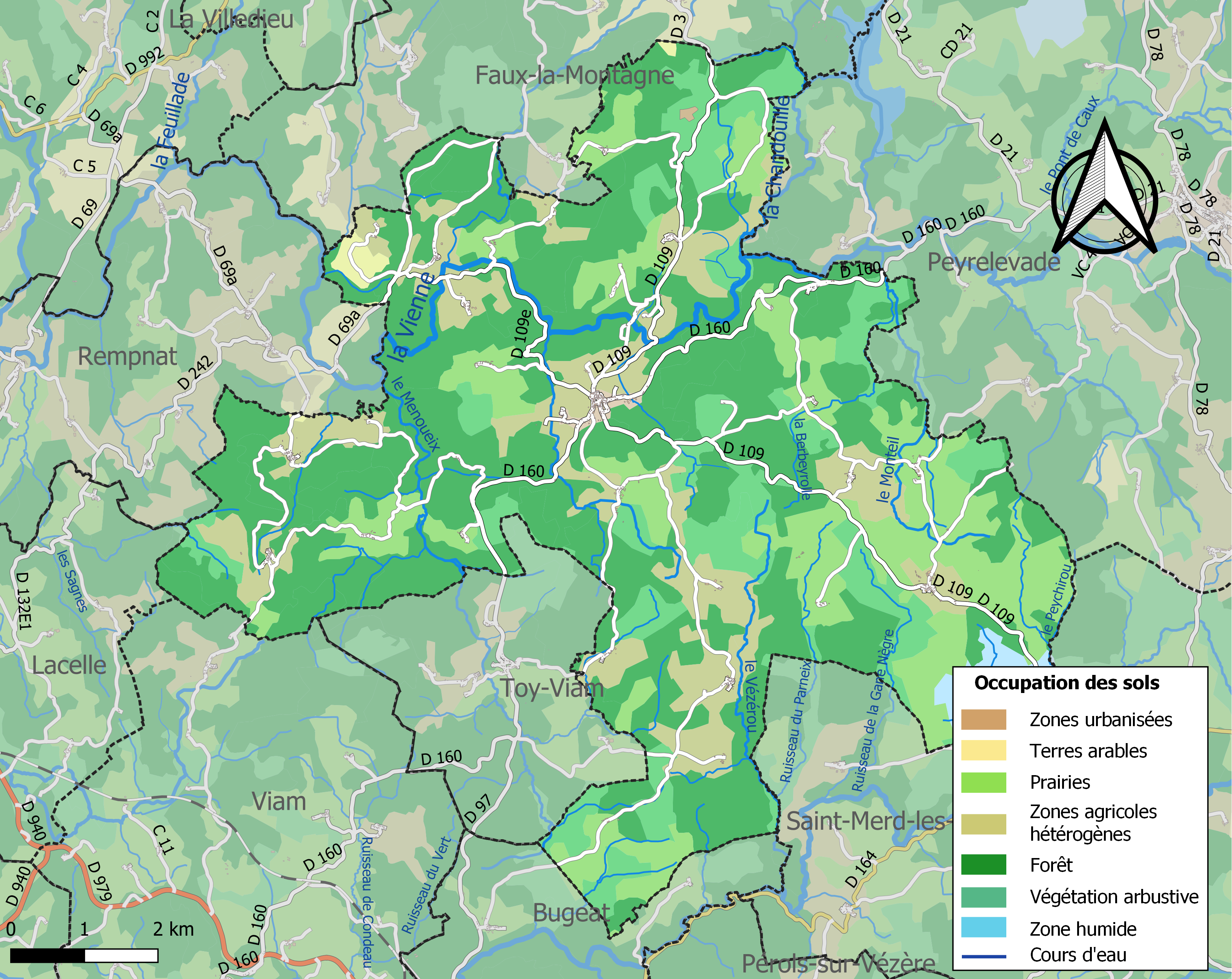
Carte des infrastructures et de l'occupation des sols de la commune en 2018 (CLC).

### Risques majeurs
Le territoire de la commune de Tarnac est vulnérable à différents aléas naturels : météorologiques (tempête, orage, neige, grand froid, canicule ou sécheresse), feux de forêts et séisme (sismicité très faible). Il est également exposé à un risque particulier : le risque de radon. Un site publié par le BRGM permet d'évaluer simplement et rapidement les risques d'un bien localisé soit par son adresse soit par le numéro de sa parcelle.

#### Risques naturels

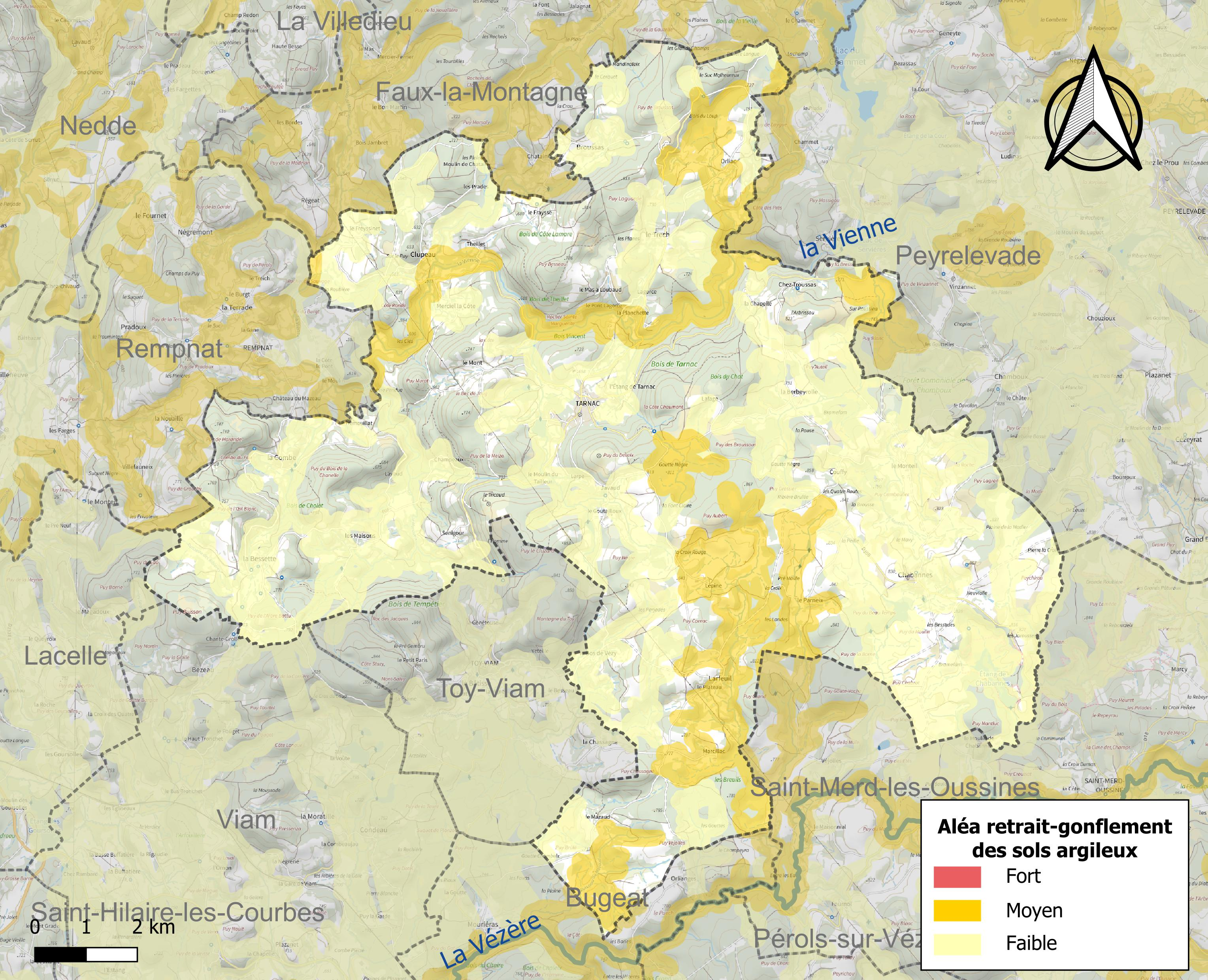
Carte des zones d'aléa retrait-gonflement des sols argileux de Tarnac.

Le retrait-gonflement des sols argileux est susceptible d'engendrer des dommages importants aux bâtiments en cas d’alternance de périodes de sécheresse et de pluie. 16,3 % de la superficie communale est en aléa moyen ou fort (26,8 % au niveau départemental et 48,5 % au niveau national). Sur les 403 bâtiments dénombrés sur la commune en 2019,  38 sont en aléa moyen ou fort, soit 9 %, à comparer aux 36 % au niveau départemental et 54 % au niveau national. Une cartographie de l'exposition du territoire national au retrait gonflement des sols argileux est disponible sur le site du BRGM,.
Concernant les feux de forêt, aucun plan de prévention des risques incendie de forêt (PPRIF) n’a été établi en Corrèze, néanmoins le code de l’urbanisme impose la prise en compte des risques dans les documents d’urbanisme. Le périmètre des servitudes d'utilité publique et des zones d'obligation légale de débroussaillement pour les particuliers est quant à lui défini pour la commune dans une carte dédiée. 

#### Risque particulier
Dans plusieurs parties du territoire national, le radon, accumulé dans certains logements ou autres locaux, peut constituer une source significative d’exposition de la population aux rayonnements ionisants. Certaines communes du département sont concernées par le risque radon à un niveau plus ou moins élevé. Selon la classification de 2018, la commune de Tarnac est classée en zone 3, à savoir zone à potentiel radon significatif. 

## Toponymie
Le toponyme est d'origine gallo-romaine, voire celtique. D'après Marcel Villoutreix, Tarnac est issu d'un nom d'homme gaulois ou latin, Tarinus ; d'après Jean-Paul Savignac du théonyme Taranus, plus connu sous la forme de Taranis, dieu gaulois du tonnerre. De toute façon, un troisième auteur, Xavier Delamarre rattache aussi bien Tarinus que Taranus à une racine taro signifiant « qui traverse. » Il est vrai qu'à proximité de Tarnac, la vallée de la Vienne est très encaissée et donne l'impression de traverser la montagne.

## Histoire

### Époque gauloise
Le territoire de l'actuelle commune de Tarnac est habité environ depuis le Ier siècle av. J.-C. En témoignent les quelque 27 tertres funéraires identifiés sur une ligne de crête partant du Puy Besseau au sud et remontant jusqu'aux Grands-Champs au nord. Les datations par le carbone 14 effectuées sur deux de ces tertres ont donné des résultats compris entre 55 av. J.-C. (+ ou - 135) pour le plus ancien et 200 (+ ou - 85) pour le plus récent. La persistance, en pleine époque gallo-romaine, de ce type d'inhumation est passablement surprenante et semble témoigner du maintien tardif de la culture antérieure par au moins une partie de la population. La commune de Tarnac appartenait au territoire des Lemovices.
Pourtant, le lion du Theillet, visible dans l'église et d'époque gallo-romaine indique, lui, que la pénétration du mode de vie romain a été bien réelle, au moins pour l'aristocratie foncière.

### Moyen Âge
L'existence de Tarnac est attestée à l'époque carolingienne, d'abord sous la forme in centena Tarninense en 832, puis sous la forme in vicaria cujum est vocabulum Tarnacensem en 871. Ces deux appellations ne correspondent pas toutefois à celle utilisée couramment à l'époque mais à leur transcription en latin, langue administrative d'alors. La seconde est, selon toute vraisemblance, plus proche de la langue vulgaire que la première. Le terme vicaria n'a rien d'ecclésiastique, mais désigne une subdivision d'un comté carolingien (en l'occurrence, le comté de Limoges). Cette désignation tend à prouver que Tarnac a été l'un des plus vieux ancrages de population sur le plateau de Millevaches, alors que celui-ci semble avoir connu un déclin démographique important depuis le milieu du IIIe siècle.
L'église de Tarnac est d'ailleurs l'une des plus anciennes du plateau de Millevaches et remonte au XIIe siècle.
Également d'époque médiévale, les fortifications du Puy Murat, dont subsistent quelques vestiges, et la grange templière du hameau de Champeau. Marius Vazeilles signale également les traces d'un donjon entre les hameaux de la Chapelle et de la Berbeyrolle.

### XVIIeetXVIIIesiècles
La paroisse de Tarnac jouait un rôle économique et social central sous l'Ancien Régime pour les villages alentour. De par ses dimensions (2,5 fois celle de Bugeat), le nombre de villages et sa situation d'une part. À savoir la proximité des bourgs appartenant aujourd'hui à la Creuse (Faux-la-Montagne) ou la Haute-Vienne (Rempnat, Nedde), sans compter la corrézienne Peyrelevade. On doit pouvoir ajouter le poids essentiel de plusieurs familles de notables ou nobles très influents (Mercier, Chauzeix, Pichard, notamment), bien au-delà du secteur géographique (la géographie des mariages est parlante). Le petit groupe de religieux (curé et vicaires) gérait également la paroisse du Toy (écrit soit Touet, soit Toit, ce qui indique bien l'origine étymologique). Cette dernière possédait son église et son propre cimetière. Ses différents actes et sacrements figurent sur les registres paroissiaux de Tarnac, où on peut les retrouver assez facilement.
D'après les relevés opérés par les curés dans ces mêmes registres, et les taux de natalité-mortalité admis pour l'époque, on peut résumer la démographie par ces quelques chiffres : une soixantaine de naissances  - ou baptêmes annuels et 50 décès, une dizaine de mariages. Hors périodes de crises, fréquentes aux environs de 1700 (règne de Louis XIV). Avec une grande variabilité annuelle : de 25 à 70 B, de 4 à 25 M, de 30 à 85 S.
ce qui permet une estimation de 1 500 habitants vers 1700 (dont 600 pour le bourg), à comparer aux 500 de Bugeat à même date. Un déclin assez net au XVIIIe siècle (1 200 vers 1800) et un maximum de 2 180 en 1886. Une paroisse-commune très importante donc à l'échelle du plateau de Millevaches.
L'importance – prestige social, intérêt économique - déjà soulignée peut aussi se repérer au poids proportionnel des paroisses voisines dans les mariages hors-paroisse (1/3, alors que le « réservoir » local de conjoints était pourtant élevé). Tarnac représentait avant la Révolution 35 % du canton actuel, aujourd'hui seulement 20 %.

### XXeetXXIesiècles
Le 6 avril 1944, Jeudi Saint,  pendant la Seconde Guerre mondiale, une compagnie d'une division allemande chargée de ratisser le plateau de Millevaches (division SS "B" / Brehmer, formée essentiellement de Caucasiens), venant du Sud-Ouest, commit de multiples exactions. À Tarnac, elle fusilla quatre Juifs dans la ville. Ce sont, par ordre alphabétique, Henry Dresdner, 37 ans, né le 1er janvier 1907 à Cluj (Roumanie), Wolf Gretzer, 65 ans, né le 1er juin 1878 à Varsovie (Pologne), Meyer Monheit, 48 ans, né le 1er janvier 1896 à Tarnobrzeg (Pologne) et Léopold Scheinhaus, 57 ans, né le 24 août 1886 à Radislikus. Voir aussi L'Eglise-aux-Bois, Rempnat, Eymoutiers.
À partir du 11 novembre 2008, le village devient le centre d'une enquête sur des sabotages visant Réseau ferré de France, enquête connue sous le nom de « l'affaire de Tarnac ».

## Démographie
| 1793  | 1800  | 1806  | 1821  | 1831  | 1836  | 1841  | 1846  | 1851  |
| ----- | ----- | ----- | ----- | ----- | ----- | ----- | ----- | ----- |
| 1 005 | 1 191 | 1 198 | 1 421 | 1 582 | 1 732 | 1 846 | 1 960 | 1 935 |

| 1856  | 1861  | 1866  | 1872  | 1876  | 1881  | 1886  | 1891  | 1896  |
| ----- | ----- | ----- | ----- | ----- | ----- | ----- | ----- | ----- |
| 1 990 | 1 880 | 1 863 | 1 886 | 1 973 | 2 089 | 2 180 | 2 006 | 1 996 |

| 1901  | 1906  | 1911  | 1921  | 1926  | 1931  | 1936  | 1946  | 1954 |
| ----- | ----- | ----- | ----- | ----- | ----- | ----- | ----- | ---- |
| 1 990 | 1 812 | 1 564 | 1 324 | 1 217 | 1 243 | 1 266 | 1 020 | 808  |

| 1962 | 1968 | 1975 | 1982 | 1990 | 1999 | 2006 | 2007 | 2012 |
| ---- | ---- | ---- | ---- | ---- | ---- | ---- | ---- | ---- |
| 681  | 546  | 506  | 472  | 403  | 356  | 331  | 327  | 315  |

| 2017 | 2022 | - | - | - | - | - | - | - |
| ---- | ---- | - | - | - | - | - | - | - |
| 339  | 338  | - | - | - | - | - | - | - |

## Économie
{{..}}

## Lieux et monuments

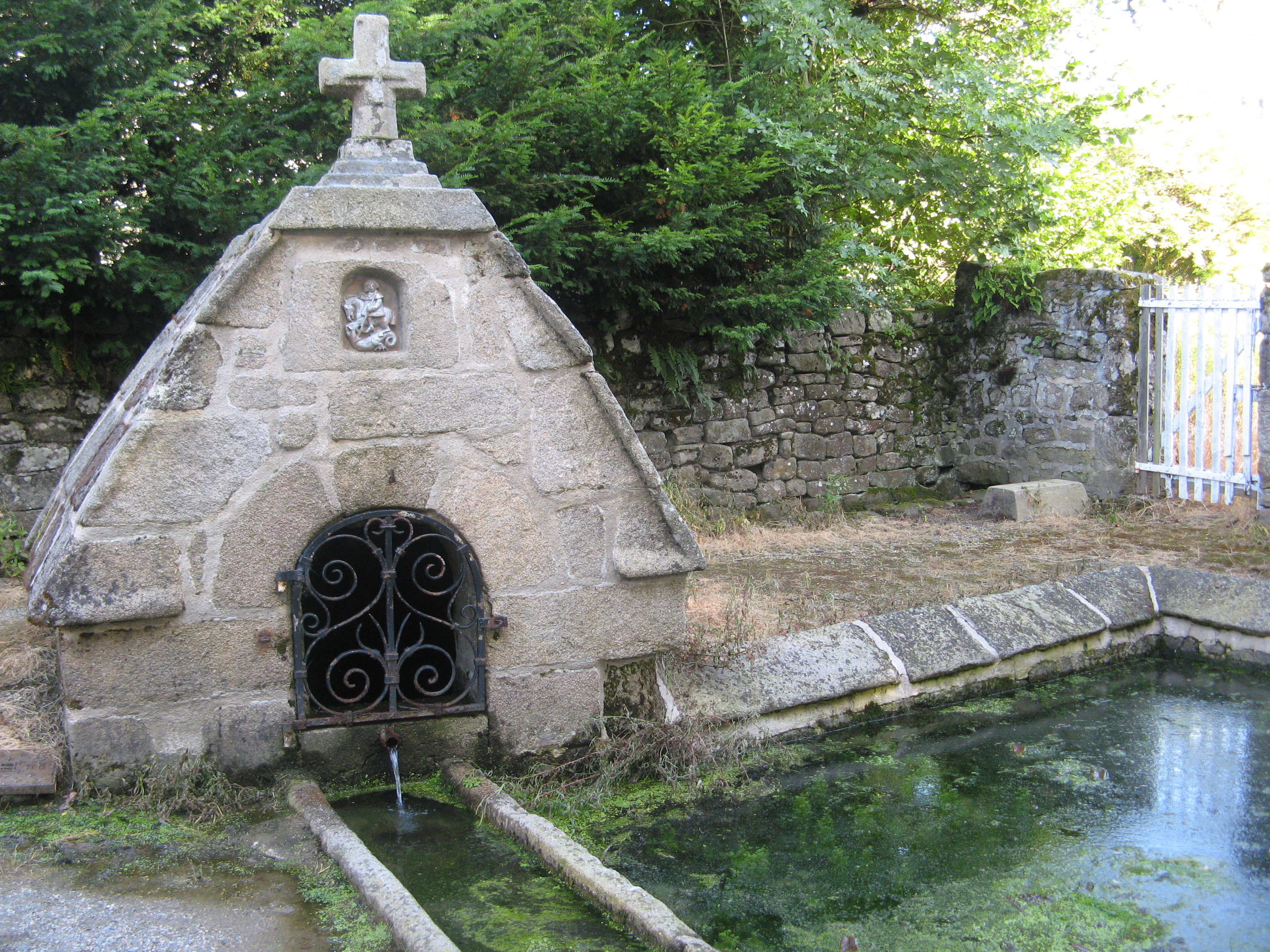
Fontaine Saint-Georges.

Plusieurs édifices figurent à l'inventaire des monuments historiques :
- l'église Saint-Georges de style roman construite aux XIIe et XIIIe siècles, classée en 1919[39],
- un château du XVIIe siècle dont le propriétaire est Yves de Kerdrel, la façade et la toiture sont inscrites depuis 1989[40],
- le village de Puy-Murat, vestiges d'un ensemble médiéval inscrit en 1993[41],
- la fontaine Saint-Georges qui alimente un lavoir du XVIIIe siècle[42].

Deux chênes monumentaux sont plantés sur la place de l'Église.

## Personnalités liées à la commune
- Yves de Kerdrel, journaliste, directeur de Valeurs Actuelles et propriétaire du château du village[44],[45],
- Julien Coupat, mis en cause puis relaxé dans l'Affaire de sabotage des lignes TGV en 2008[46],
- Armand Gatti, poète, dramaturge, metteur en scène et cinéaste, entré au maquis, il est arrêté en 1943 à Tarnac[47],

## Héraldique
| Blason de Tarnac | Blason  | De gueules au franc-quartier d'hermine accompagné de trois merlettes d'argent. |
| Blason de Tarnac | Détails | Adopté en 1986.                                                                |